# 리버스 엣지
《리버스 엣지》(영어: River's Edge) 혹은 키아누 리브스의 리버스 엣지는 미국에서 제작된 팀 헌터 감독의 1986년 범죄 드라마 영화이다. 크리스핀 글러버, 키아누 리브스 등이 출연하였고, 세라 필즈버리 등이 제작에 참여하였다.

## 줄거리
북부 캘리포니아에서 사춘기 직전의 팀이 여동생의 인형을 강에 던지자, 강 건너편에서 여자친구 제이미의 알몸 시체 옆에서 담배를 피우는 십 대 존을 목격한다. 얼마 지나지 않아 팀은 편의점에서 아케이드 게임을 하던 중, 미성년자라는 이유로 맥주 판매를 거부당하는 존을 목격한다. 존이 계산원과 말다툼을 하는 동안 팀은 올드 잉글리시 800 두 캔을 훔친다. 존은 가게를 나와 차에 시동을 걸 때 팀이 앞좌석에 맥주 캔을 놓아둔 것을 발견한다. 팀은 존과 함께 마리화나를 사러 간다. 팀은 집으로 돌아오는데, 형 맷과 어머니가 인형을 찾고 있다. 맷의 친구 레인이 도착하고, 두 사람은 살인 혐의로 수배되어 사회에서 고립된 전직 폭주족이자 마약상인 펙을 만나러 간다. 그들은 그에게서 마리화나를 산다. 가는 길에 레인은 전날 밤 존과 제이미가 말다툼을 했던 파티에 대한 이야기를 들려준다.
학교에서 레인과 맷은 친구 클라리사, 매기, 토니와 함께 담배를 피운다. 맷은 포틀랜드로 도망치고 싶다고 말하지만 클라리사는 무시한다. 존이 도착해 제이미를 죽였다고 말한다. 클라리사와 매기는 존이 농담하는 줄 알고 수업에 간다. 존은 레인과 맷을 데리고 제이미의 시신을 보러 간다. 맷은 불안해하고, 레인은 범죄를 은폐하는 데 집중한다.
일행은 레인의 오빠 마이크가 트럭을 몰고 제이미의 시신을 보러 간다. 나중에 클라리사는 맷에게 전화를 걸지만, 맷은 그녀와 이야기하기를 꺼린다. 한편, 레인은 현장으로 돌아와 제이미의 시신을 강에 밀어 넣는다. 존의 집 근처에서 경찰차를 발견한 후, 그들은 펙의 집으로 차를 몰고 가고, 존은 그곳에 숨어 지낸다. 맷은 경찰을 강으로 보냈고, 그곳에서 제이미의 시체를 발견했다. 경찰은 그를 심문하며 사후 방조 혐의로 기소하겠다고 위협했다. 맷은 집으로 돌아와 어머니와 그녀의 남자친구와 말다툼을 했다. 팀이 여동생이 만든 잃어버린 인형의 묘비에 흠집을 낸 것을 보고 맷은 팀의 얼굴을 때렸다. 팀은 친구 모코의 집으로 갔고, 펙의 집에서 총을 구했다.
한밤중에 레인, 클라리사, 맷은 토니의 집으로 차를 몰고 갔지만 토니의 아버지가 엽총을 들고 그들을 쫓아냈다. 레인은 클라리사와 말다툼을 한 후 차에서 그녀를 내쫓았다. 맷은 차에서 내려 그녀와 함께 걸었다. 그들은 편의점에 들렀다가 존과 펙을 만났다. 팀과 모코는 총을 찾으려고 펙의 집에 침입했지만, 펙의 마리화나를 발견하고, 그것을 이용해 마약에 취해 정신을 잃었다. 맷과 클라리사는 공원에서 제이미의 살해 사건에 대한 슬픔과 무관심이라는 상반된 감정에 대해 이야기를 나눈다. 존과 펙은 강가에서 술을 마시러 가는데, 펙은 풍선 인형 엘리를 데리고 간다. 펙은 몇 년 전 여자친구를 깊이 사랑했음에도 불구하고 살해했다고 자백한다. 존은 술에 취해 제이미를 죽였다고 자랑하며, 그녀를 목 졸라 죽인 일을 떠올리는데, 펙은 그 이야기에 불안감을 느낀다. 맷과 클라리사는 근처 공원에서 성관계를 가진 후 잠이 든다. 레인은 공황 상태에 빠져 차를 몰고 마을을 돌아다니며 강박적으로 약을 먹는다.
새벽, 존이 강둑에서 잠이 들자 펙은 그의 머리를 쏴 죽이다. 집으로 돌아온 레인은 팀과 모코에게 기절하고 총을 훔친다. 경찰은 레인을 찾아 심문을 위해 데려온다. 학교에서는 기자들이 매기와 토니를 인터뷰하지만, 둘은 냉정해 보인다. 경찰은 펙의 집에서 체포한다. 두 십 대는 함께 강가로 간다. 맷은 레인에게 존이 제이미를 살해했다고 경찰에 말했다고 고백한다. 레인은 도망쳐 존의 시신을 발견한다. 팀이 도착하여 펙의 총을 맷에게 겨누며 전날 밤 자신을 때렸다며 죽이겠다고 협박하지만, 맷은 만류한다.
경찰이 도착하여 십 대들과 팀을 호송한다. 병원에서 펙은 존을 "희망이 없어서" 죽였다고 인정하고, 자신의 여자친구를 살해했다고 자백한다. 맷, 클라리사, 토니, 매기는 제이미의 장례식에 참석하여 마지막으로 그녀를 본 것에 대한 감정을 드러낸다.

## 출연
- 크리스핀 글러버
- 키아누 리브스
- 아이오니 스카이 리치
- 대니얼 로벅
- 데니스 호퍼
- 조슈아 존 밀러
- 록새나 잴
- 조시 리치먼
- 필립 브록
- 톰 바우어
- 콘스턴스 포즐런드
- 리오 로시
- 짐 메츨러
- 테일러 네그론

## 기타 제작진
- 공동 제작: 데이비드 스트리트
- 배역: 캐리 프레이저라인홀드
- 미술: 존 무토
- 의상: 클로디아 브라운